# Grougis
Grougis es una comuna francesa situada en el departamento de Aisne, de la región de Alta Francia.

## Geografía
Está ubicada en el norte del departamento, a 28 km al noroeste de Vervins.

## Demografía
| 439 | 420 | 361 | 340 | 320 | 350 | 385 | 366 |
| Para los censos de 1962 a 1999 la población legal corresponde a la población sin duplicidades (Fuente: INSEE [Consultar]) |     |     |     |     |     |     |     |